# Лупов, Дмитрий Петрович
Дмитрий Петрович Лупов (15 октября 1917, Пестенькино, Владимирская губерния — 18 июля 1990, Муром, Владимирская область) — старший сержант Рабоче-крестьянской Красной Армии, участник Великой Отечественной войны, Герой Советского Союза (1944).

## Биография
Родился 15 октября 1917 года в деревне Пестенькино (ныне — Муромский район Владимирской области). После окончания начальной школы работал котельщиком. В 1938—1940 годах проходил службу в Рабоче-крестьянской Красной Армии. Демобилизовавшись, проживал и работал в Хабаровске. В июне 1941 года повторно был призван в армию. С августа 1942 года — на фронтах Великой Отечественной войны. В боях два раза был ранен.
К сентябрю 1943 года старший сержант Дмитрий Лупов был пулемётчиком 1142-го стрелкового полка 340-й стрелковой дивизии 38-й армии Воронежского фронта. Отличился во время битвы за Днепр. В ночь с 30 сентября на 1 октября 1943 года первым в своём полку переправился через Днепр в районе села Борки Вышгородского района Киевской области Украинской ССР и принял активное участие в боях за захват и удержание плацдарма на его западном берегу, лично уничтожив 3 пулемёта и около 20 солдат и офицеров противника.
Указом Президиума Верховного Совета СССР «О присвоении звания Героя Советского Союза генералам, офицерскому, сержантскому и рядовому составу Красной Армии» от 10 января 1944 года за «образцовое выполнение боевых заданий командования на фронте борьбы с немецко-фашистскими захватчиками и проявленные при этом отвагу и геройство» был удостоен высокого звания Героя Советского Союза с вручением ордена Ленина и медали «Золотая Звезда» за номером 8975.
После окончания войны был демобилизован. Проживал в Муроме. Скончался 18 июля 1990 года, похоронен на Вербовском кладбище Мурома.
Был также награждён орденом Отечественной войны 1-й степени и рядом медалей.